# Euglossa violaceifrons
Euglossa violaceifrons är en biart som beskrevs av Rebêlo och Jesus Santiago Moure 1995. Euglossa violaceifrons ingår i släktet Euglossa, tribus orkidébin, och familjen långtungebin. Inga underarter finns listade.